# 溪口镇建筑群
溪口镇建筑群，是浙江省宁波市奉化区多座历史建筑的统称。建筑群位于溪口镇，2006年并入蒋氏故居成为全国重点文物保护单位。
其中多座建筑为蒋中正发迹后回乡建造或维修的建筑，包括武山庙、蒋母墓道、摩诃殿、蒋氏宗祠、文昌阁遗址。